# LHTEC T800
Le LHTEC T800 est un turbomoteur pour voilures tournantes (hélicoptères), produisant des puissances comprises entre 1 300 et 1 700 ch. Il est produit par la coentreprise britanno-américaine Light Helicopter Turbine Engine Company (LHTEC), constituée des entreprises Rolls-Royce Holdings plc. et Honeywell Aerospace (50/50).

## Généralités
Désigné CTS800 dans sa version commerciale et pour l'export, ce moteur fut initialement développé pour l'hélicoptère armé de reconnaissance de l’US Army RAH-66 Comanche, qui fut abandonné avant le lancement de sa production en série. Il a finalement trouvé sa place dans d'autres appareils, qu'ils soient à voilures tournantes ou fixes. Le premier moteur, un CTS800-4, a été livré en septembre 2001, et le CTS800-4N a reçu sa certification opérationnelle en novembre 2003.
Une version turbopropulseur a également été proposée pour propulser un petit avion cargo demandé par la Federal Express Corporation (FedEx) dans les années 1990 : l'Ayres LM200 Loadmaster (en). Elle était désignée CTP800 (le projet a finalement été abandonné lui aussi).

## Caractéristiques
Le T800/CTS800 est un turbomoteur à deux corps de conception modulaire, doté d'un compresseur centrifuge à deux étages, d'une chambre de combustion annulaire et d'une turbine axiale à deux étages, dite « de régénération ». C'est elle qui permet au moteur d'entretenir son cycle de fonctionnement. Une autre turbine axiale à deux étages, dite « de puissance » entraîne le rotor via des engrenages et un arbre de transmission passant à l'intérieur de celui du générateur de gaz du moteur (la partie qui assure la combustion du mélange air/carburant).
Toutes les versions du moteur sont équipées avec un séparateur de particules à l'admission, un dispositif permettant de filtrer l'air arrivant au moteur qui s'avère très utile sur un aéronef utilisé dans des zones sableuses ou poussiéreuses. Selon les versions, une boîte à engrenages réducteurs peut s'avérer nécessaire entre le moteur et la pièce qu'il doit mettre en mouvement (par exemple un rotor d'hélicoptère). Toutes les versions sont gérées électroniquement un système FADEC redondant à deux canaux évolué.

## Applications

### Hélicoptères
- AgustaWestland Super Lynx 300[1] : Deux CTS800-4N de 1 361 ch (1 015 kW) chacun ;
- AgustaWestland AW159 Wildcat[1] : Deux CTS800-4N de 1 373 ch (1 015 kW) chacun[2] ;
- Boeing-Sikorsky RAH-66 Comanche : Deux T800-LHT-801 de 1 563 ch (1 165 kW) chacun. Projet abandonné ;
- Sikorsky X2 (T800-LHT-801) : Un T800-LHT-801 de 1 300~1 800 ch (1 000~1 340 kW) ;
- TAI T-129 ATAK : Deux CTS800-4A de 1 361 ch (1 015 kW) chacun ;

### Avions
- Ayres LM200 Loadmaster (en) : Deux turbopropulseurs CTP800-4T de 2 700 ch (2 013 kW) chacun. Projet abandonné ;
- ShinMaywa US-2[1] : Un CTS800-4K de 1 364 ch (1 017 kW), utilisé comme turbogénérateur d'air sous pression pour le système de contrôle de la couche limite (en) de l'avion.